# 西北漢普夏 (英國國會選區)
西北漢普夏（英語：North West Hampshire），英國國會一郡選區，位於英格蘭東南部漢普夏西北部，包括哈特區大部和泰斯特河谷的北部。
始設於1983年。本區一直是保守黨的根據地。至2010年的當區議員是的喬治·楊格爵士，第六代從男爵。在2010年大選中他以58.3%選票勝出該區三度連任成功。